# Svatopluk Košvanec

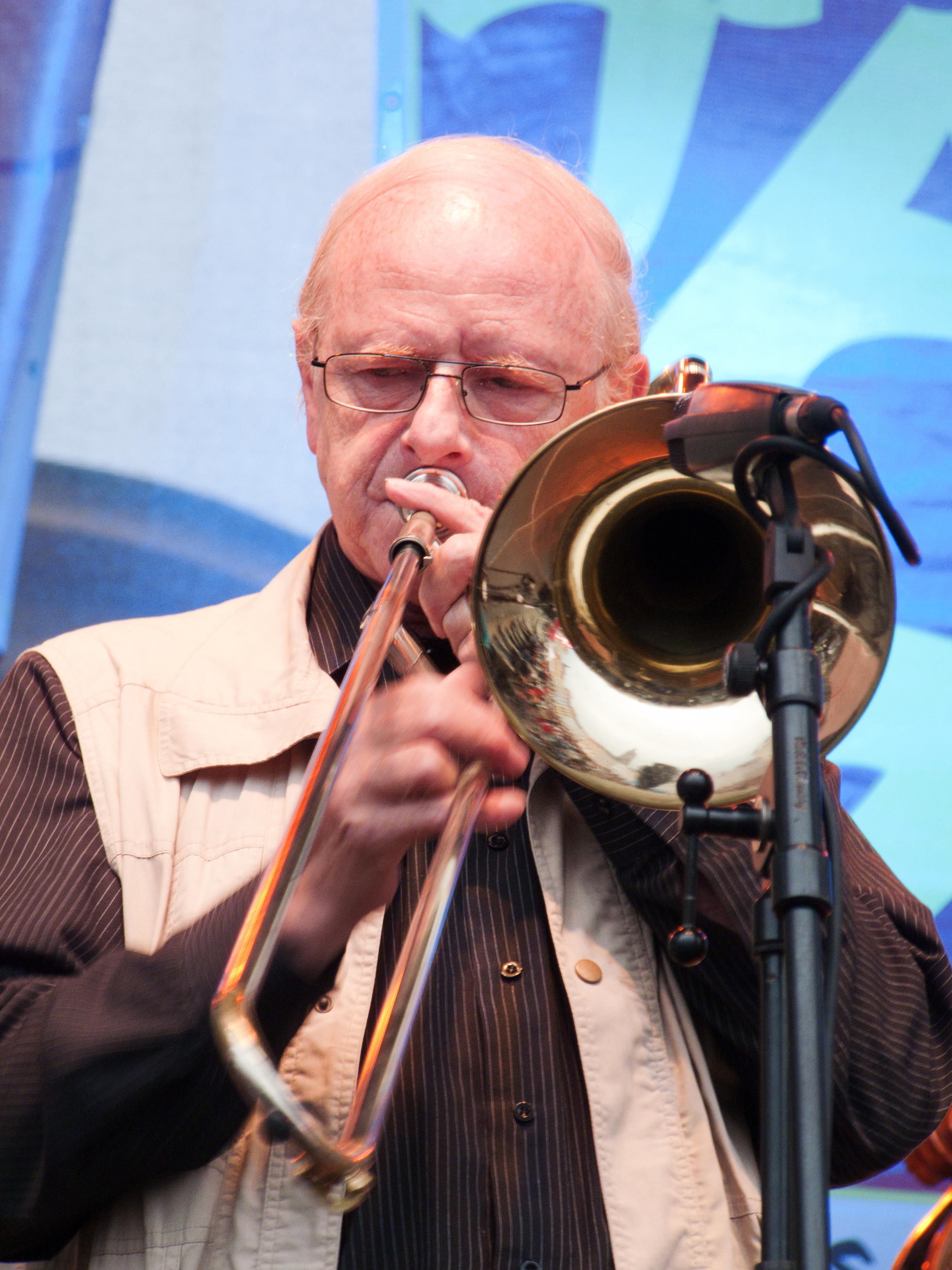
Svatopluk Košvanec beim Bohemia Jazz Fest 2010 in Budweis

Svatopluk Košvanec (* 2. Januar 1936 in Velké Březno; † 28. Mai 2013 in Ústí nad Labem) war ein tschechischer Jazzposaunist.

## Werdegang
Košvanec besuchte ab 1942 in Prag die Grundschule und erhielt ab 1943 Violinunterricht. Im Jahre 1948 kehrte er in sein Heimatdorf zurück und besuchte die dortige Grundschule. Nach einem mäßigen Schulabschluss, bei dem auch die Benotung im Fach Musik nur durchschnittlich war, erhielt er eine Ausbildung zum Maler. Mit 17 Jahren begann er mit dem Posaunenspiel und nahm Unterricht an der Volkskunstschule (LŠU – lidová škola umění). Nachdem sein Lehrer nach sechs Monaten weggegangen war, pflegte Košvanec sein Posaunenspiel autodidaktisch und spielte nach seinem Wehrdienst in verschiedenen Tanz- und Swingformationen. Ab 1959 gehörte er zu der vom Pianisten Pavel Štolba gegründeten Formation Combo 59, die sich ab 1962 Jazz Combo Ústí nannte. Durch die regelmäßigen Auftritte bei Tanzveranstaltungen machte Košvanec sich mit den Feinheiten des modernen Jazz vertraut und wurde zum Hauptsolisten der Band. Sein Vorbild sah er in J. J. Johnson.
Mit der Jazz Combo Ústí hatte er 1962 seinen ersten Auftritt auf einem internationalen Jazzfestival in Karlovy Vary. Bei der Tournee durch Dänemark, Norwegen und Deutschland wurde er 1965 beim Deutschen Amateur-Jazz-Festival in Düsseldorf zum besten Solisten gekürt. Im Jahr darauf folgte der erste Auftritt beim Jazz Festival Zürich, wo die Band mit dem Großen Preis der Stadt Zürich geehrt wurde. Neben vier weiteren Teilnahmen am Zürcher Festival folgten mit der Jazz Combo Ústí Auslandsauftritte bei Festivals in Wien und Helsinki und beim Jazzfestival Viersen sowie bei den Wiener Festwochen, in Ostberlin und 1971 in San Sebastian. Seit dem Ende der 1960er Jahre wurde Košvanec zu den besten Jazzposaunisten in Europa gezählt.
Im Jahre 1970 wurde Košvanec Mitglied in Laco Déczis Band Celula, der er bis 1981 angehörte. 1972 wurde er als Mitglied des Orchesters des Národní divadlo zum Berufsmusiker. Zwei Jahre später wechselte er zu den Tanz- und Jazzorchestern des Tschechoslowakischen Rundfunks (TOČR und JOČR). Beim Jazzfestival von Sanremo spielte Košvanec 1987 im internationalen Orchestra della Pace von Gerry Mulligan. Sein erstes eigenes Album war Košvanec and Friends (1998). Im Jahre 1997 spielte er beim 38. Jazzfestival Ljubljana in der Euroradio Big Band unter der Leitung von Jože Privšek und 2010 in der Gustav-Brom-Bigband.
Svatopluk Košvanec lehrte das Fach Posaune am Prager Jaroslav-Ježek-Konservatorium (Konzervatoř Jaroslava Ježka). Zu seinen Schülern gehörte Přemysl Tomíček.
Wegen eines bösartigen Knochentumors musste Svatopluk Košvanec die rechte Hand amputiert werden. Martin Šulc von der Česká jazzová společnost (Tschechische Jazzgesellschaft) organisierte daraufhin zusammen mit Přemysl Tomíček im Jahre 2012 eine Spendensammlung zugunsten von Košvanec, dank derer er dann mit einer speziell konstruierten Posaune spielen konnte.

## Auszeichnungen
- 1965: Deutsches Amateur-Jazz-Festival in Düsseldorf, Bester Solist
- 1966: Jazz Festival Zürich, Großer Preis der Stadt Zürich (mit der Jazz Combo Ústí)
- 1967: ČAJF (Československý amatérský jazzový festival) in Přerov, Bester Solist

## Diskografie (Auswahl)
- Československý jazz, Supraphon
- Petr Kořínek: Porta Coeli, Český rozhlas 1997
- Košvanec and Friends, Metier Sound & Vision Ltd./ Cube Cz, s.r.o, 1998
- Košvanec Quartet: Just Sqeeze Me, Metier Sound & Vision Ltd./ Cube Cz, s.r.o 1998
- Unforgettable, 2009